# Franz Schlik
Franz Schlik zu Bassano und Weißkirchen (né le 23 mai 1789 à Prague, mort le 17 mars 1862 à Vienne) est un général de cavalerie autrichien.

## Biographie
Après des études de droit, le comte Schlik devient lieutenant dans un régiment de cavalerie en 1809 puis Oberleutnant après la bataille d'Essling. Lorsque l'Autriche devient une alliée de la France, il quitte l'armée ; il y revient en août 1813 lorsque l'Autriche déclare  la guerre à Napoléon, est officier d'ordonnance auprès de l'empereur François. Une blessure grave à la tête à Wachau lui coûte un œil. Après les guerres napoléoniennes, il est fait maréchal de camp et propriétaire d'un régiment de hussards.
Après la révolution autrichienne de 1848, il est commandant de Cracovie, il est à la tête de 8 000 hommes qui répriment la révolte en Haute-Hongrie. Le 5 septembre 1849, il est nommé General der Kavallerie.

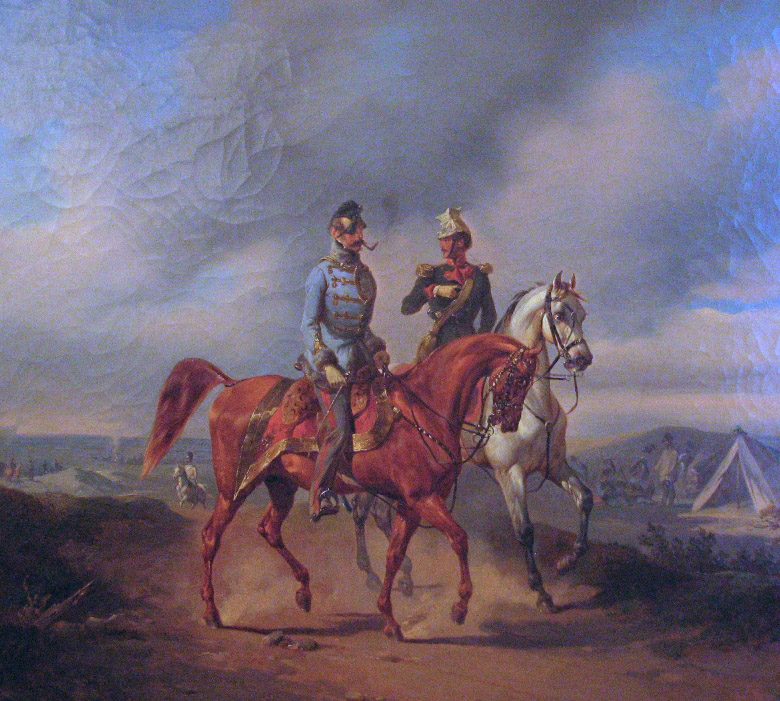
Joseph Heicke, Portrait de Franz Joseph Heinrich von Schlik (huile sur toile, 1852), musée d'histoire militaire de Vienne.

Après avoir rejoint l'armée d'Alfred de Windisch-Graetz, il contribue à la victoire de la bataille de Kápolna (en). Après la défaite de la Hongrie, il devient commandant du 2e corps d'armée et commandant général de Moravie. En 1859, il est présent dans la guerre en Italie, notamment lors de les batailles de Magenta et de Solférino. Après l'armistice de Villafranca, il prend sa retraite militaire.
Il demande à l'architecte Carl Tietz de lui construire un palais.